# Boarmia sponsa
Boarmia sponsa là một loài bướm đêm trong họ Geometridae.